# (12575) Palmaria
(12575) Palmaria est un astéroïde de la ceinture principale.

## Description
(12575) Palmaria est un astéroïde de la ceinture principale. Il fut découvert le 4 septembre 1999 à Monte Viseggi par Paolo Pietrapiana et Luigi Sannino. Il présente une orbite caractérisée par un demi-grand axe de 2,29 UA, une excentricité de 0,09 et une inclinaison de 2,3° par rapport à l'écliptique.

## Compléments